# Volta a Portugal de 1998
A 60ª edição da Volta a Portugal em Bicicleta decorreu entre os dias 28 de Julho e 15 de Agosto de 1998.

## Classificação geral
| Pos. | Ciclista                | Equipa                                | Tempo    |
| 1º   | Marco Serpellini        | Liquigas                              | 51:50:33 |
| 2º   | Orlando Rodrigues       | Banesto                               | a 3:29   |
| 3º   | Wladimir Belli          | Festina                               | a 3:58   |
| 4º   | Cristiano Frattini      | Liquigas                              | a 4:02   |
| 5º   | Joaquim Gomes           | LA Aluminios-Pecol-Águias de Alpiarça | a 5:08   |
| 6º   | Michele Laddomada       | Scrigno/Gaerne                        | a 6:28   |
| 7º   | José Rebollo            | Recer-Boavista                        | a 7:06   |
| 8º   | Vladimir Miholievic     | KRKA Telekom                          | a 8:03   |
| 9º   | Inaki Aiarzagüena       | Euskaltel-Euskadi                     | a 8:40   |
| 10º  | Quintino Rodrigues      | Recer-Boavista                        | a 9:31   |
| 11º  | Paulo Ferreira          | Maia-CIN                              | a 10:30  |
| 12º  | Maurizio Frizzo         | Cantina Tollo                         | 0:10:54  |
| 13º  | Youri Sourkov           | LA Aluminios-Pecol-Águias de Alpiarça | 0:12:51  |
| 14º  | Armin Meier             | Festina                               | 0:13:20  |
| 15º  | Guido Trombetta         | Mobilvetta                            | 0:15:30  |
| 16º  | Luís Santos             | Paredes Móvel-Ecop                    | 0:16:06  |
| 17º  | Marco Vergnami          | Selle Italia                          | 0:16:42  |
| 18º  | Pedro Andrade           | Recer-Boavista                        | 0:17:09  |
| 19º  | Carlos Teixeira         | Recer-Boavista                        | 0:17:15  |
| 20º  | Gonçalo Amorim          | Maia-CIN                              | 0:17:30  |
| 21º  | Joseba Beloki           | Euskaltel-Euskadi                     | 0:18:57  |
| 22º  | Carlos Pinho            | Paredes Móvel-Ecop                    | 0:19:08  |
| 23º  | Andrei Kivilev          | Festina                               | 0:19:45  |
| 24º  | Paolo Lanfranchi        | Mapei Quick Step                      | 0:20:58  |
| 25º  | José Azevedo            | Maia-CIN                              | 0:22:34  |
| 26º  | Philippe Fernandes      | Porta Rav.-Milaneza                   | 0:22:40  |
| 27º  | Gianluca Bortolami      | Festina                               | 0:25:32  |
| 28º  | Vladimir Duma           | Scrigno/Gaerne                        | 0:28:36  |
| 29º  | Sérgio Rodrigues        | Gresco-Tavira-Progecer                | 0:29:18  |
| 30º  | Oskar Camenzind         | Mapei Quick Step                      | 0:29:26  |
| 31º  | Andrea Paluan           | Mobilvetta                            | 0:31:21  |
| 32º  | Inigo Chaurreau         | Euskaltel-Euskadi                     | 0:31:48  |
| 33º  | Delmino Pereira         | Recer-Boavista                        | 0:31:56  |
| 34º  | Joaquim Sampaio         | Maia-CIN                              | 0:32:07  |
| 35º  | Paulo Silva Correia     | Paredes Móvel-Ecop                    | 0:33:42  |
| 36º  | Juan Arenas             | Recer-Boavista                        | 0:34:03  |
| 37º  | José Luis Arrieta       | Banesto                               | 0:35:33  |
| 38º  | Roberto Sgambelluri     | Liquigas                              | 0:37:44  |
| 39º  | Massimo Giunti          | Cantina Tollo                         | 0:38:42  |
| 40º  | Biagio Conte            | Scrigno/Gaerne                        | 0:40:31  |
| 41º  | Pedro Lopes             | LA Aluminios-Pecol-Águias de Alpiarça | 0:41:20  |
| 42º  | Unai Etxebarria         | Euskaltel-Euskadi                     | 0:43:07  |
| 43º  | Gorazd Stangelj         | KRKA Telekom                          | 0:44:16  |
| 44º  | Jon Odriozola           | Banesto                               | 0:44:51  |
| 45º  | Denis Zanette           | Vini Caldirola AKI                    | 0:45:01  |
| 46º  | Artour Babaitsev        | ZVVZ-DLD                              | 0:46:17  |
| 47º  | Manuel Hern. Gines      | Banesto                               | 0:46:23  |
| 48º  | Lenadro Fiorini         | Mobilvetta                            | 0:47:11  |
| 49º  | Marzio Bruseghin        | Liquigas                              | 0:48:11  |
| 50º  | Vladimir Forero         | Selle Italia                          | 0:49:07  |
| 51º  | João Silva              | Maia-CIN                              | 0:49:34  |
| 52º  | J Ramon Uriarte         | Festina                               | 0:50:01  |
| 53º  | Cândido Barbosa         | Banesto                               | 0:50:22  |
| 54º  | Oscar Dalla Costa       | Vini Caldirola AKI                    | 0:50:25  |
| 55º  | Guido Trenti            | Cantina Tollo                         | 0:51:22  |
| 56º  | Pedro Soeiro            | Paredes Móvel-Ecop                    | 0:51:56  |
| 57º  | Haimar Zubeldia Aguirre | Euskaltel-Euskadi                     | 0:54:17  |
| 58º  | Virgílio Santos         | Paredes Móvel-Ecop                    | 0:54:29  |
| 59º  | Joaquim Andrade         | Maia-CIN                              | 0:54:29  |
| 60º  | Santos Hernandez        | Recer-Boavista                        | 0:56:23  |
| 61º  | Matias Lopes            | LA Aluminios-Pecol-Águias de Alpiarça | 0:57:03  |
| 62º  | Romans Vainsteins       | Selle Italia                          | 0:59:19  |
| 63º  | Juan Ruiz               | Gresco-Tavira-Progecer                | 0:59:43  |
| 64º  | Oscar Lopez Uriarte     | Euskaltel-Euskadi                     | 0:59:44  |
| 65º  | Marco Zanotti           | Vini Caldirola AKI                    | 0:59:50  |
| 66º  | Jahir Bernal            | Selle Italia                          | 1:00:05  |
| 67º  | Alexandre Pinho         | Paredes Móvel-Ecop                    | 1:01:17  |
| 68º  | Gianluca Pierobom       | Selle Italia                          | 1:01:33  |
| 69º  | Krassimir Vasilev       | Gresco-Tavira-Progecer                | 1:02:13  |
| 70º  | Giacomo Batisttel       | Cantina Tollo                         | 1:03:53  |
| 71º  | Nuno Alves              | Porta Rav.-Milaneza                   | 1:03:54  |
| 72º  | Jan Hruska              | ZVVZ-DLD                              | 1:04:16  |
| 73º  | Gianni Bugno            | Mapei Quick Step                      | 1:04:23  |
| 74º  | Domingos Segado         | Gresco-Tavira-Progecer                | 1:04:29  |
| 75º  | Uros Murn               | KRKA Telekom                          | 1:05:06  |
| 76º  | Aitor Mondrag. Bugallo  | Euskaltel-Euskadi                     | 1:06:20  |
| 77º  | Oscar Cavagnis          | Cantina Tollo                         | 1:07:26  |
| 78º  | Atanas Petrov           | Gresco-Tavira-Progecer                | 1:08:52  |
| 79º  | Mauro Radaeli           | Vini Caldirola AKI                    | 1:11:12  |
| 80º  | Niklas Axelsson         | Scrigno/Gaerne                        | 1:12:16  |
| 81º  | Marco Magnani           | Cantina Tollo                         | 1:13:16  |
| 82º  | Laurent Lefevre         | Festina                               | 1:13:50  |
| 83º  | Mauro Banfi             | Liquigas                              | 1:17:36  |
| 84º  | Pedro Silva             | Recer-Boavista                        | 1:18:11  |
| 85º  | José Barros             | Paredes Móvel-Ecop                    | 1:18:21  |
| 86º  | Cristian Moreni         | Liquigas                              | 1:18:22  |
| 87º  | Paulo Barroso           | Maia-CIN                              | 1:20:11  |
| 88º  | Christian Auriemma      | Scrigno/Gaerne                        | 1:20:27  |
| 89º  | Bostjan Mervar          | KRKA Telekom                          | 1:21:31  |
| 90º  | Saulius Sarkauskas      | Recer-Boavista                        | 1:21:37  |
| 91º  | Paulo Martins           | Gresco-Tavira-Progecer                | 1:21:59  |
| 92º  | José Sousa              | Gresco-Tavira-Progecer                | 1:22:11  |
| 93º  | Miloslav Kejval         | ZVVZ-DLD                              | 1:22:44  |
| 94º  | Mota dos Santos         | LA Aluminios-Pecol-Águias de Alpiarça | 1:23:56  |
| 95º  | Matteo Frutti           | Mapei Quick Step                      | 1:24:05  |
| 96º  | Vitor Severino          | LA Aluminios-Pecol-Águias de Alpiarça | 1:25:46  |
| 97º  | David Latasa            | Banesto                               | 1:30:54  |
| 98º  | Sousa Barbosa           | Porta Rav.-Milaneza                   | 1:31:26  |
| 99º  | José Rosa               | LA Aluminios-Pecol-Águias de Alpiarça | 1:31:28  |
| 100º | Milos Pejcea            | ZVVZ-DLD                              | 1:35:43  |
| 101º | Robert Pintaric         | KRKA Telekom                          | 1:35:59  |
| 102º | Vidal Fitas             | Gresco-Tavira-Progecer                | 1:41:16  |
| 103º | Giancarlo Raimondi      | Liquigas                              | 1:43:20  |
| 104º | Valerio Tebaldi         | Mobilvetta                            | 1:43:46  |
| 105º | Peter Petrov            | Gresco-Tavira-Progecer                | 1:46:15  |
| 106º | Jeremy Hunt             | Banesto                               | 1:47:46  |
| 107º | Claudio Camin           | Liquigas                              | 1:48:42  |
| 108º | Célio Sousa             | Paredes Móvel-Ecop                    | 1:57:12  |
| 109º | Manuel Liberato         | Porta Rav.-Milaneza                   | 2:04:55  |